# 호루라기 연극단
호루라기 연극단은 2000년 5월에 만들어진 서울특별시경찰청 소속의 서울경찰홍보 활동을 하는 공연 봉사팀으로서 서울특별시경찰청 및 서울시내 경찰서 의경의 경찰청사 내 위문 공연 뿐만 아니라 전국 각종 학교나 공연장 등에서 청소년 단막극, 범죄예방과 경찰 홍보와 관련된 활동을 하여 서울 경찰의 이미지를 고양하는 역할을 하고 있다. 연극영화학과에 재학 중이거나 탤런트, 뮤지컬 배우, 가수, 영화배우, 개그맨 등으로 활동하여 연기, 춤, 노래 등 여러 가지 특기를 가진 군 입대 예정자 가운데 정원 20명 중에 결원이 생갈 때마다 시험을 거쳐 예능 특기병으로 선발하거나 4주간의 기초군사훈련을 받는 군 입대자 가운데 차출하여 대한민국 경찰청 산하 중앙경찰학교에서 교육을 받고 일선 경찰서 방범순찰대에 배치되어 본연의 업무를 하면서 연극단에 소속되어 고아원, 양로원과 같은 복지시설을 찾는 것은 물론 학교폭력 예방·기초질서 캠페인 등 연간 170회 정도의 공연을 한다.